# Ibrahim an-Nazzam
Ibrahim an-Nazzam (Abū Isḥāq Ibrāhīm ibn Sayyār ibn Hanīʾ an-Naẓẓām), född cirka 775 i Basra, död cirka 845 i Bagdad, var en muslimsk teolog, författare, poet, historiker och jurist.
Ibrahim an-Nazzam var filosof och aktuell under den gnostiska debatten i den muslimska historien. Han förespråkade att människan kunde utföra både goda och onda handlingar och att det var så Gud hade skapat henne. Under islams tidiga utveckling var gnosticismen stor och påverkade religionerna runtomkring med sin ideologi om att skapelsen var av ondo. För att människan skulle kunna nå det goda paradiset var de tvungna att inse deras del i en ond skapelse. Debatten födde en mängd filosofer med olika riktningar och infallsvinklar på denna ideologi. Ibrahim an-Nazzam gick emot den manikeiska rörelsen som ansåg att det onda och goda var helt fritt ifrån varandra och att människan tillhör en av sidorna, beroende på sin bestående onda eller goda personlighet. Det onda härstammar ur mörker och det goda ur ljuset. 
An-Nazzam menade att människan kan vara god och tala sanning i ett tillfälle men i ett annat ljuga och därför har tillträde till båda sidorna. Han satte också i fokus det fenomen då en lögnare erkänner att han ljuger, är han inte en lögnare då? Tillhör denna människa då den goda eller den onda sidan? Anhängarna av manikeismen ansåg att fastän lögnaren erkänt sin lögn så tillhörde personen den onda sidan. Detta menade an-Nazzam inte skulle hålla i ett längre perspektiv då lögnaren ångrar sin lögn och då sin onda handling. Ånger erkänns som gott, en ljusets handling vilket medför att det plötsligt är ljuset som har ljugit. Ljuset har blivit mörker, vilket ifrågasätter den manikeiska lärans grundfilosofi.